# لشکر ۶ تفنگداران دریایی
لشکر ۶ تفنگداران دریایی (انگلیسی: 6th Marine Division) لشکر پیاده‌نظام تکاوری سپاه تفنگداران دریایی ایالات متحده آمریکا است، که در سال ۱۹۴۴ تأسیس شد و در سال ۱۹۴۶ منحل گردید.
در طول حمله به اوکیناوا، این لشکر در نبردهای یائه-تاکه و شوگر لوف هیل شرکت داشت و نشان افتخار واحد ریاست جمهوری را دریافت کرد. لشکر ۶ تفنگداران دریایی نیز قبل از پایان جنگ برای حمله به ژاپن آماده شده بود. پس از جنگ، در تسینگتائو، چین خدمت کرد، جایی که این لشکر در اول آوریل ۱۹۴۶ منحل شد و تنها لشکر تفنگداران دریایی بود که در خارج از کشور تشکیل و منحل شد و هرگز پا به ایالات متحده نگذاشت.